# Schweizer Futsalmeisterschaft 2018/19
Die 13. Schweizer Meisterschaft im Futsal begann am 5. Oktober 2018 und endete am 24. März 2019.
Dieses Jahr stiegen zwei Teams in die oberste Spielklasse auf. Der Meister der NLA FC Semailles nahm den Platz von Absteiger Benfica Rorschach ein und spielte somit zum ersten Mal in der SFPL. Vor der Saison zog sich das Liga-Urgestein Futsal Löwen Zürich aus der Liga zurück, der FC Uetendorf (Vizemeister in der NLA) rutschte nach. Nach 2016 waren die Thuner somit wieder in der höchsten Spielklasse.
In dieser Saison wurden die Playoffs abgeschafft. Somit wurde der Meister nach 18 Spieltagen gekürt. Futsal Minerva kehrte wieder auf den Thron zurück und sicherte sich den dritten Titel in der SFPL und den vierten Meistertitel insgesamt.
Fernando Manuel da Silva vom FC Silva sicherte sich den Titel des Torschützenkönigs. Der WM-Teilnehmer von 2012 erzielte in 18 Spielen 30 Tore, drei mehr als Edis Colic (FC Uetendorf) und Michel Honorio (R.C.D Futsal).

## Swiss Futsal Premier League – 2018/19
In dieser Saison fanden keine Playoffs statt. Der Erstplatzierte wurde Meister, der Letztplatzierte stieg in die NLA ab.

### Swiss Futsal Premier League
|     | Verein                       | R  | S  | U | N  | Tore    | Diff. | Punkte |
| --- | ---------------------------- | -- | -- | - | -- | ------- | ----- | ------ |
| 1.  | Futsal Minerva               | 18 | 16 | 1 | 1  | 139:54  | +85   | 49     |
| 2.  | R.C.D Futsal (M)             | 18 | 14 | 1 | 3  | 103:68  | +35   | 43     |
| 3.  | FC Silva                     | 18 | 13 | 0 | 5  | 107:58  | +49   | 39     |
| 4.  | Futsal Maniacs               | 18 | 11 | 1 | 6  | 98:60   | +38   | 34     |
| 5.  | Mobulu Futsal Uni Bern       | 18 | 8  | 1 | 9  | 83:81   | +2    | 25     |
| 6.  | FC Uetendorf (A)             | 18 | 7  | 2 | 9  | 107:128 | −21   | 23     |
| 7.  | FC Semailles (A)             | 18 | 4  | 3 | 11 | 68:111  | −43   | 15     |
| 8.  | Futsal Team Fribourg Old Fox | 18 | 4  | 1 | 13 | 57:126  | −69   | 13     |
| 9.  | Uni Futsal Team Bulle        | 18 | 4  | 1 | 13 | 78:104  | −26   | 13     |
| 10. | MNK Croatia 97               | 18 | 3  | 1 | 14 | 73:123  | −50   | 10     |

| Legende | Legende    |
| ------- | ---------- |
|         | Sieger     |
|         | Abstieg    |
| (M)     | Meister    |
| (A)     | Aufsteiger |

|     | Team                         | Minerva | RCD  | Silva | Maniacs | Mobulu | Uetendorf | Semailles | Old Fox | Bulle | Croatia |
| --- | ---------------------------- | ------- | ---- | ----- | ------- | ------ | --------- | --------- | ------- | ----- | ------- |
| 1.  | Futsal Minerva               |         | 10:4 | 5:4   | 4:1     | 7:2    | 7:7       | 13:0      | 6:2     | 6:4   | 6:1     |
| 2.  | R.C.D Futsal (M)             | 1:5     |      | 4:3   | 2:1     | 5:3    | 9:6       | 3:3       | 10:1    | 6:4   | 9:3     |
| 3.  | FC Silva                     | 4:8     | 6:7  |       | 4:2     | 10:5   | 10:3      | 10:0      | 12:0    | 4:2   | 3:0     |
| 4.  | Futsal Maniacs               | 2:9     | 3:2  | 2:3   |         | 5:4    | 21:0      | 10:1      | 5:2     | 3:2   | 8:2     |
| 5.  | Mobulu Futsal Uni Bern       | 2:8     | 0:3  | 9:1   | 2:5     |        | 10:5      | 6:3       | 2:4     | 3:2   | 6:2     |
| 6.  | FC Uetendorf (A)             | 10:7    | 3:7  | 4:7   | 7:3     | 5:4    |           | 10:3      | 11:11   | 7:10  | 13:7    |
| 7.  | FC Semailles (A)             | 1:12    | 4:5  | 2:5   | 4:4     | 3:4    | 5:1       |           | 6:2     | 6:9   | 9:2     |
| 8.  | Futsal Team Fribourg Old Fox | 0:6     | 4:10 | 2:10  | 2:6     | 4:8    | 2:10      | 4:3       |         | 7:5   | 3:2     |
| 9.  | Uni Futsal Team Bulle        | 3:11    | 3:9  | 1:5   | 7:8     | 2:2    | 2:5       | 4:8       | 6:2     |       | 8:7     |
| 10. | MNK Croatia 97               | 6:9     | 6:7  | 2:6   | 3:9     | 7:11   | 3:0       | 7:7       | 8:5     | 5:4   |         |